# Cupaniopsis curvidens
Cupaniopsis curvidens är en kinesträdsväxtart som beskrevs av Ludwig Radlkofer. Cupaniopsis curvidens ingår i släktet Cupaniopsis och familjen kinesträdsväxter. Inga underarter finns listade i Catalogue of Life.